# Gafaüt
Gafaüt és un raval del poble de Vinalesa (l'Horta Nord) situat a la banda del terme limítrof amb Alfara del Patriarca, a l'altra banda de la séquia de Montcada. Actualment forma un únic nucli urbà amb "el poble" o tradicional nucli principal de Vinalesa. En 1994 tenia uns 700 habitants.
Este barri o raval ha estat històricament vinculat a la Fàbrica de la Seda, i a les persones que allí treballaven, pel que el seu veïnat ha estat d'origen húmil. Les múltiples rajoleries de les rodalies i l'agricultura han estat tradicionalment les principals activitats econòmiques de Gafaüt i Vinalesa.
A més de la Fàbrica de la Seda, a Gafaüt també es pot trobar l'Ermita de Santa Bàrbara (segle xviii), un edifici d'aire senzill al centre de la plaça central del raval.